# Nokia 3100

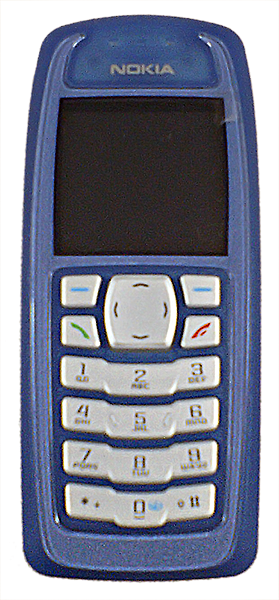
Nokia 3100

Le Nokia 3100 est un téléphone cellulaire tribande développé par Nokia et sorti le 17 juin 2003 en Europe.
Il a été développé sur les bases du Nokia 3510i et Nokia 7250i. C'est un téléphone d'entrée de gamme, conçu pour le segment des utilisateurs jeunes.
Le téléphone est équipé d'un écran de 128 × 128 pixels affichant 4 096 couleurs et intègre une batterie Li-Ion. 
Il ouvre les applets Java, lit les pages XHTML et WAP, accepte les réseaux GPRS. Les appels sont signalés par des sonneries polyphoniques MIDI et par vibration.
Il ne possède aucun enregistreur, récepteur FM, lecteur MP3 ou appareil photo.